# Objektivita (filozofie)
Objektivita (z lat. obiectum, předmět) je kvalita či rys takového poznávání nebo popisu, které se snaží co nejvíce přiblížit svému předmětu, a tedy co nejvíce omezit vliv poznávající osoby. Je žádoucí právě proto, že nezávisí na osobách, a je tedy platný, použitelný a přijatelný pro každého.
Pojem objektivity je sice novověký, ale už Aristotelés v klasickém období starověkého Řecka (vrcholném období antické řecké filosofie) má na mysli něco podobného, když hovoří o poznání „podle předmětu“ (kat'autó). Problém je ovšem v tom, že nemáme žádné měřítko, kterým bychom objektivitu mohli zjišťovat a měřit. Poznání je vždy zprostředkováno nějakým člověkem a – jak víme od Kanta – není bez předpokladů. Poznávající musí mít celou řadu znalostí a zkušeností, které poznání umožňují, ale zároveň se na něm podílejí, a tedy je nějak utvářejí. Další problém vzniká při formulaci poznaného v řeči: jazyk sám člověka nutí užívat jistých kategorií. Tak člověk, který vidí letícího černého ptáka, vidí jedinou věc, musí ji však vyjádřit slovesem, podstatným a přídavným jménem. Pro popis barev máme k dispozici omezenou škálu výrazů a podobně.
K objektivitě se lze přiblížit několika cestami:
- člověk si má uvědomit své specifické předsudky a sklony a snažit se, aby jeho úsudek neovlivnily;
- obsah poznávacího aktu se někdy dá velmi zjednodušit experimentálním uspořádáním, které lze přesně popsat a kde se od poznávajícího nechce nic víc, než aby odečetl hodnotu na nějakém měřicím přístroji; možnost osobního vlivu či chyby se tak radikálně omezí;
- běžným prostředkem na podporu objektivity je kontrola druhou osobou.

Jakkoli objektivita zůstává ideálem každého poznání a popisu, přece se nakonec musíme většinou spokojit se slabší kvalitou poznání intersubjektivního, které sice neplatí pro každého, ale aspoň pro více osob. Cestou k němu je právě srovnání, konfrontace zkušeností různých lidí v co nejširší diskusi, jakou nabízejí např. odborné časopisy. O poznání, které v takové zkoušce obstojí, sice nemůžeme tvrdit, že by bylo objektivní, je to však nejlepší možné přiblížení, jaké máme k dispozici.